# Echternacher Hof (Klüsserath)
Der Echternacher Hof ist ein ehemaliges Hofgut der Abtei Echternach in der Gemeinde Klüsserath (Rheinland-Pfalz). Ein solches Hofgut bildete die von einem klösterlichen Beamten, dem Meier, geleitete Verwaltungs- und Wirtschaftszentrale des landwirtschaftlichen Betriebs. Die heute vorhandenen Gebäude wurden alle im frühen 18. Jahrhundert errichtet und stehen heute unter Denkmalschutz.
Das Hofgut liegt am östlichen Ende des Unterdorfes und gliedert sich in einen barocken Hauptbau mit Mansarddach und mehreren niedrigen Anbauten. In einem 1935 erbauten Heiligenhäuschen befinden sich einfache barocke Steinfiguren.
Nach der Auflösung der Abtei Echternach im Verlauf der Französischen Revolution ging ihr Besitz in Privatbesitz über.